# Història de les aplicacions educatives
Les tendències que van impulsar la formació de les aplicacions educatives van ser l'eficàcia i l'estímul.
El món de l'ensenyament volia transformar-se i investigar com ser metodològicament efectiu, la tecnologia tenia la clau i el seu punt fort: les aplicacions educatives.
L'ús d'aplicacions consisteix en facilitar eines als alumnes que van, així, utilitzant recursos que desenvolupen a centres educatius on treballar de forma democràtica i cooperativa.
Per aconseguir transformacions, les aplicacions educatives s'han centrat en la innovació de l'aprenentatge de l'alumne. La tendència s'ha consolidat en la línia de l'autoformació constant, des de qualsevol lloc i en qualsevol moment.
Les aplicacions educatives presenten un aprofundiment a diversos nivells; a nivell psicològic perquè toquen les emocions, la identitat i la interacció; social, ja que la digitalització implica canvis de l'individu dins del col·lectiu; tecnològic, amb la incorporació d'entorns virtuals; creatiu, perquè les aplicacions innoven.
Les aplicacions educatives permeten que es doni l'aprendre a aprendre de forma autònoma, progressiva i a mida gràcies a les tecnologies, que estan al servei de l'educació; els mitjans, són les aplicacions, aquestes generen part dels continguts de forma dinàmica. La transmissió passiva està caducat i deixa pas al dinamisme. Les comunitats professionals avancen i permeten compartir, reforçar i qüestionar els continguts.
Gràcies a les aplicacions hi ha construcció del coneixement sempre que es parteixi d'una actitud de cerca reflexiva i crítica.
Amb el món de les aplicacions es vol aconseguir el domini de les habilitats d'aquests instruments, i encara més, la bona gestió de l'ús d'aquestes eines educatives. Les aplicacions en l'educació aconsegueix que l'alumnat arribi a aspectes a què no arriba sense elles, on el docent, supervisa el procés, i no n'és el centre.
Introduir les aplicacions no comporta que el sistema educatiu millori, però sí que s'actualitza. I, alhora, el sistema organitzatiu, es transforma. Amb les aplicacions a l'aula, cal que el maquinari es domini per optimitzar: la capacitat d'atenció i la d'observació, la memòria, el treball en equip, l'aprenentatge crític, etc. Però quan es capta l'atenció de l'alumnat a través d'aplicatius educatius no es pot saturar amb activitats complexes o massa exhaustives, ja que l'atenció disminueix.
Les aplicacions potencien el treball en els centres digitals que per desenvolupar nous projectes/metodologies, per exemple, es transformen i incorporen eines com les tauletes, les plataformes educatives, el currículum bimodal (que avalua els continguts i la capacitat d'aprendre noves competències) i els EVA (Entorns Virtuals d'Aprenentatge).

## Història
En el desenvolupament de les aplicacions educatives, el primer objectiu, és, el de l'autoaprenentatge. El naixement del concepte d'applicació educativa o programari sorgeix cap el 1940 amb l'estudi dels simuladors de vol dels EUA. El 1943, es va crear un simulador de vol que usava Computador analògic. Fins entrat el 1970, els programes per a l'educació, depenen del maquinari. Però el 1960 és l'any en què es dona, a la Universitat d'Illinois, el sistema PLAT i, el 1969, el TICCIT. El 1963, es genera el primer pla d'estudis integral de l'escola primària CAI, que es va implementar a les escoles de Califòrnia i Mississipi. El CCC (Computer Curriculum Corporation) que ara és Pearson Educació Tecnologies va ser ajudat per l'IBM que va desenvolupar-ne els materials. I alguns dels llenguatges de programació d'aquesta època foren BASIC (193), INSIGNIA (1967), i el sistema PLAT IV (1972) que incloia gràfics de mapes de bits, so primitiu, suport per a dispositius d'entrada sense teclat.
Amb l'Altair 8800, el 1975, va arribar l'ordinador personal que va modificar l'escenari del programari en general, i l'educatiu, més concretament. Abans de 1975 els usuaris depenien de la universitat o dels ordinadors centrals que eren propietat del govern i amb què els usuaris podrien crear i usar programari per als ordinadors de les llars i de les escoles.
A principis del 1980, la disponibilitat d'ordinadors personals va permetre la creació d'empreses i organitzacions no lucratives que es va especialitzar en educació, incloent l'Apple II (1977), Commodore PET (1977), Commodore VIC-20 (1980), i el Commodore 64 (1982), que van permetre la creació d'empreses i organitzacions no lucratives. Brøderbund és una de les principals empreses d'aquest període, i MECC, els Minnesot Educació Computing Consortium, va ser un desenvolupador important de programari sense ànim de lucre. Aquestes i altres companyies van dissenyar una sèrie de títols per als ordinadors personals, amb la major part del programari, desenvolupat inicialment per a l'Apple II.

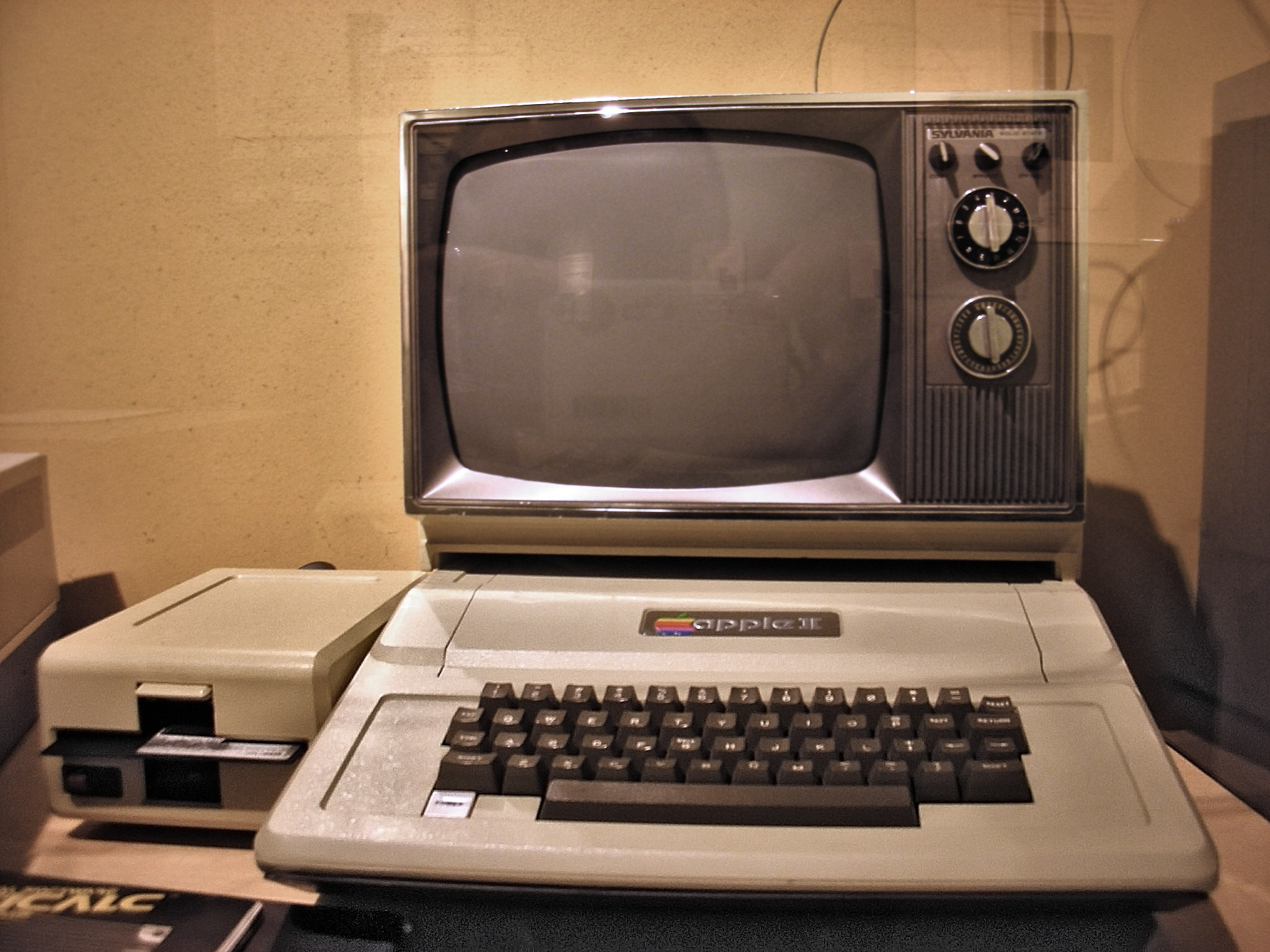
Apple II (1977)

Durant el 1990 es van promoure's les principals novetats en programari educatiu. Els primers avenços en maquinari, gràfics, multimèdia i so, es van incorporant progressivament en els programes educatius. El CD-Rom fou el mètode preferit per a la distribució de continguts amb diverses enciclopèdies digitals. Amb la difusió d'Internet en la segona meitat de la dècada de 1990, el creixement dels sistemes de programari educatiu, gràcies a l'arribada de l'ordinador i d'Internet. Actualment, les institucions d'educació secundària, utilitzen entorns virtuals d'aprenentatge com Blackboard Inc per proporcionar una major accessibilitat als alumnes.

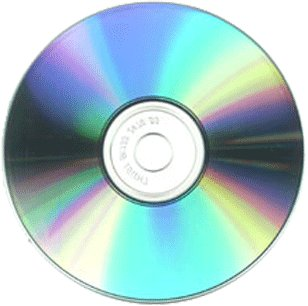
Blank-cd

## Tipus d'aplicacions educatives

### Cursos
Els tipus d'aplicacions educatives van ser els cursos, que és el material educatiu addicional previst en paquets per a mestres, tutors o orientadors i adreçats a estudiants que treballen amb l'ordinador. El concepte ha anat ampliant-se i pot referir-se a tot el curs o a qualsevol material complementari. El material didàctic pot estar en diferents formats, alguns dels quals, només es troben en línia, com ara pàgines HTML, mentre que altres es poden descarregar en PDF o en altres tipus d'arxius de documents. Moltes formes de tecnologia de l'educació estan sent batejades amb el terme de cursos.

### Ajudes a l'aula: pissarres interactives
Alguns programes de programari educatiu estan dissenyats per ser usats a les escoles. Normalment, aquest programari pot ser projectat a una gran pissarra digital. Aquest tipus de programari és anomenat programari de gestió de l'aula. Tota una categoria de programari educatiu ha crescut específicament destinadada a ajudar a l'ensenyament presencial. A vegades, el programari és molt especialitzat i el donen diverses empreses, entre elles, editors de llibres educatius convencionals.

### Programari d'avaluació
Als centres educatius s'estan buscant alternatives d'avaluació i prova, al que es coneix fins ara. El programari d'avaluació es refereix al programari amb l'objectiu principal d'avaluar i examinar els estudiants en un entorn virtual. Aquest programari permet als estudiants elaborar les proves i exàmens, que fan servir, des de l'ordinador connectat a la xarxa. El programari anota cada transcripció i està disponible en diversos mètodes de lliurament. Actualment es troben disponibles tant el programari comercial i com l'obert disponible a tothom. Un exemple per al programari d'avaluació d'habilitats basat en ordinador és el que es fonamenta en PPA-2 (Planifica, Prova, Avalua) i en la metodologia que crea un examen en línia amb l'ordinador. Moodle és un exemple de programari de codi obert amb un component d'avaluació que està guanyant popularitat. Altres sistemes internacionals d'avaluacio són els que inclouen les QuestionMark, EvaluNet XT i QuestBase.

### Programari de referència
Molts editors de diccionaris i enciclopèdies s'han implicat en la producció de programari educatiu de referència des de mitjans de la dècada de 1990. A ells es van unir els editors de programari establerts, sobretot des de Microsoft. Els primers productes de programari comercial de referència eren reformulacions dels continguts existents en CD-ROM, sovint complementades amb nous continguts multimèdia, incloent vídeo i so comprimit. Els productes més recents usen les tecnologies d'internet per completar els productes de CD-ROM i, substituir-los.
Wikipedia i els seus offspins (com Wiktionary), van marcar un nou punt de partida en el programari de referència educativa. Anteriorment, enciclopèdies i diccionaris havien compilat els seus continguts sobre la base d'equips d'especialistes. El concepte Wiki ha permès el desenvolupament d'obres de referència de col·laboració, a través de la cooperació oberta que incorporen experts i no experts.

### Plataformes personalitzades
Alguns fabricants d'ordinadors personals considerats com una plataforma apropiada per al programari d'aprenentatge per als més menuts, produeixen mobles elaborats amb maquinari. El maquinari i el programari es combinen en un producte, com ara un ordinador portàtil-lookalike. El teclat de l'ordinador portàtil per als nens més petits, segueix un ordre alfabètic i QWERTY per a la gent gran. L'exemple més conegut són productes Leapfrog. Aquests inclouen consoles portàtils de disseny imaginatiu amb una varietat de cartutxos de jocs educatius i dispositius connectables a l'estil del llibre, en el qual es poden carregar gran varietat de llibres electrònics. Aquests productes són més portàtils que els ordinadors portàtils Gener, però tenen un abast molt més limitat de propòsits, per concentrar-se en l'alfabetització.

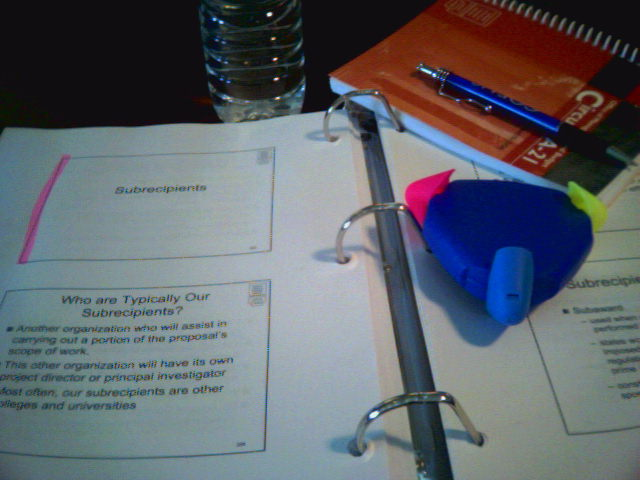
Formació Corporativa

### La formació corporativa i l'educació terciària
Els inicis del programari educatiu va ser dissenyat per executar-se en un sol ordinador (o un dispositiu d'usuari equivalents). Durant el 2000, els planificadors van decidir canviar a aplicacions basades en un servidor amb un alt grau d'estandardització. Això implica que el programari educatiu s'executa principalment en servidors que poden significar una gran millora. L'usuari només rep petites peces d'un mòdul d'aprenentatge o de prova. El programari del servidor decideix sobre quin material d'aprenentatge distribuir, quin recollir i com mostrar el progrés. Una altra forma d'expressar aquesta millora és dir que el programari educatiu es va transformar en un servei educatiu en línia. Des de les institucions s'estan introduint sistemes de supervisió ràpida per a gestionar i distribuir el material d'aprenentatge.
També podem consultar:
- SCORM
- Virtual learning environment, LMS (learning management system)

### Propòsits Educatius Específics
Hi ha nínxols de mercat molt específics per al programari educatiu, incloent:
- Eines del professor i el programari de gestió de l'aula (control remot i programari de monitoratge, programari de transferència d'arxius, càmera de documents i presentador, eines gratuïtes, ...)

- La conducció de prova de programari
- Programari de geometria interactiva
- Programari d'aprenentatge d'idiomes
- Cartografia de la ment de programari que proporciona un punt focal per a la discussió, ajuda a fer les classes més interactives, i ajuda als estudiants que estudien amb, assaigs i projectes.
- Prenent notes (Comparison of notetaking software)
- Programari per a permetre la dissecció simulada de cossos humans i animals (utilitzat en cursos universitaris de medicina i veterinària)[3]
- Programari d'ortografia pel tutor
- Tutorials de mecanografia
- Ensenyament de la lectura
- Mèdica i sanitària de programari educatiu

Alguns sistemes operatius i els telèfons mòbils tenen els videojocs per ensenyar als usuaris com utilitzar el sistema. Un exemple notable és Microsoft Solitaire, que va ser desenvolupat per familiaritzar els usuaris amb l'ús de les Interfície gràfica d'usuari, especialment el  ratolí i la tècnica de Drag and drop.

### Sistema Operatiu
Mentre que els sistemes operatius convencionals estan dissenyats per a usos generals, i són més o menys personalitzat per a l'educació només pels conjunts d'aplicacions afegides a ells, una varietat de fabricants de programari, especialment les distribucions de Linux distributions, han tractat de proporcionar plataformes integrades per a l'educació específicament.

### Apps educatives
Una app és una aplicació informàtica dissenyada per ser utilitzada en dispositius mòbils (telèfons intel·ligents, tauletes, etc): ens fan utilitzar moltes d'aquestes normalment diàriament i és la raó per la qual s'han tornat eines molt poderoses a l'hora de desenvolupar qualsevol tipus d'activitats d'ensenyament o d'acció formativa, siguin aquestes de tipus formal o informal (treball, escola, universitat, oci, bricolatge, etc.) de fet moltes d'aquestes són aplicacions educatives. Més informació sobre Apps educatives ...